# Lukáš Kándl
Lukáš Kándl est un peintre français d'origine tchèque né le 29 septembre 1944 à Prague.

## Biographie
Lukáš Kándl est né à Prague en Tchécoslovaquie à la fin de la deuxième guerre mondiale. Son père était architecte et sa mère travaillait dans une maison d’édition de livres pour enfants. Il est diplômé de l’Académie des beaux-arts de Prague. En 1970, l’artiste peintre s'est installé en France.
Sociétaire du Salon d'Automne depuis 1987, il a également la charge du groupe « Visionirique – étrange » du Salon Comparaisons depuis 2002. Chef de file du mouvement Magique Réalisme en France.

## L'œuvre
La peinture de Lukáš Kándl associe une technique classique et une thématique onirique, lui-même situe sa peinture « quelque part entre le surréalisme et le fantastique ».

## Prix et distinctions
- 2019 – Médaille d'or de la Société académique Arts-Sciences-Lettres, Paris
- 2019 – Prix de peinture du Salon de printemps A.S.L.
- 2014 – Médaille d'or du Salon National des Beaux Arts, Paris

## Principales expositions
- 2019 – Exposition personnelle, Salle gothique, Vézelay
- 2017 – Circulo de Arte, Tolède Espagne
- 2017 – Exposition personnelle, Galerie Anagama, Versailles
- 2016 - Beautés divines - Élisabeth Cibot (sculptures), Lukáš Kándl (peintures) (en partenariat avec la galerie Anagama Versailles), orangerie de Sénat : jardin du Luxembourg, Paris[4].